# Einstein (métro de Santiago)
Pour les articles homonymes, voir Einstein (homonymie).
Einstein est une station de la ligne 2 du métro de Santiago, dans la commune de Recoleta.

## Histoire
La station est ouverte depuis 2005. Son nom vient de l'avenue Recoleta, avec l'avenue Einstein est situé juste au-dessus de la station.